# Thomas Hagmann
Thomas Hagmann (ur. 11 października 1953) – szwajcarski judoka. Dwukrotny olimpijczyk. Dziewiąty w Montrealu 1976 i dwunasty w Moskwie 1980. Walczył w wadze półśredniej.
Piąty na mistrzostwach świata w 1979; uczestnik turnieju w 1981 roku. Uczestnik turniejów międzynarodowych.

## Letnie Igrzyska Olimpijskie 1976
| Konkurencja | Eliminacje   | Eliminacje                 | Repasaże             | Klas. końcowa |
| Konkurencja | Przeciwnik I | Przeciwnik II              | Przeciwnik I         | Miejsce       |
| ----------- | ------------ | -------------------------- | -------------------- | ------------- |
| 70 kg       | wolny los Z  | Władimir Niewzorow (URS) P | Marian Tałaj (POL) P | 9.            |

## Letnie Igrzyska Olimpijskie 1980
| Konkurencja | Eliminacje   | Eliminacje                   | Klas. końcowa |
| Konkurencja | Przeciwnik I | Przeciwnik II                | Miejsce       |
| ----------- | ------------ | ---------------------------- | ------------- |
| 78 kg       | wolny los Z  | Carlos Alberto Cunha (BRA) P | 12.           |